# シュリンプ・スキャンピ

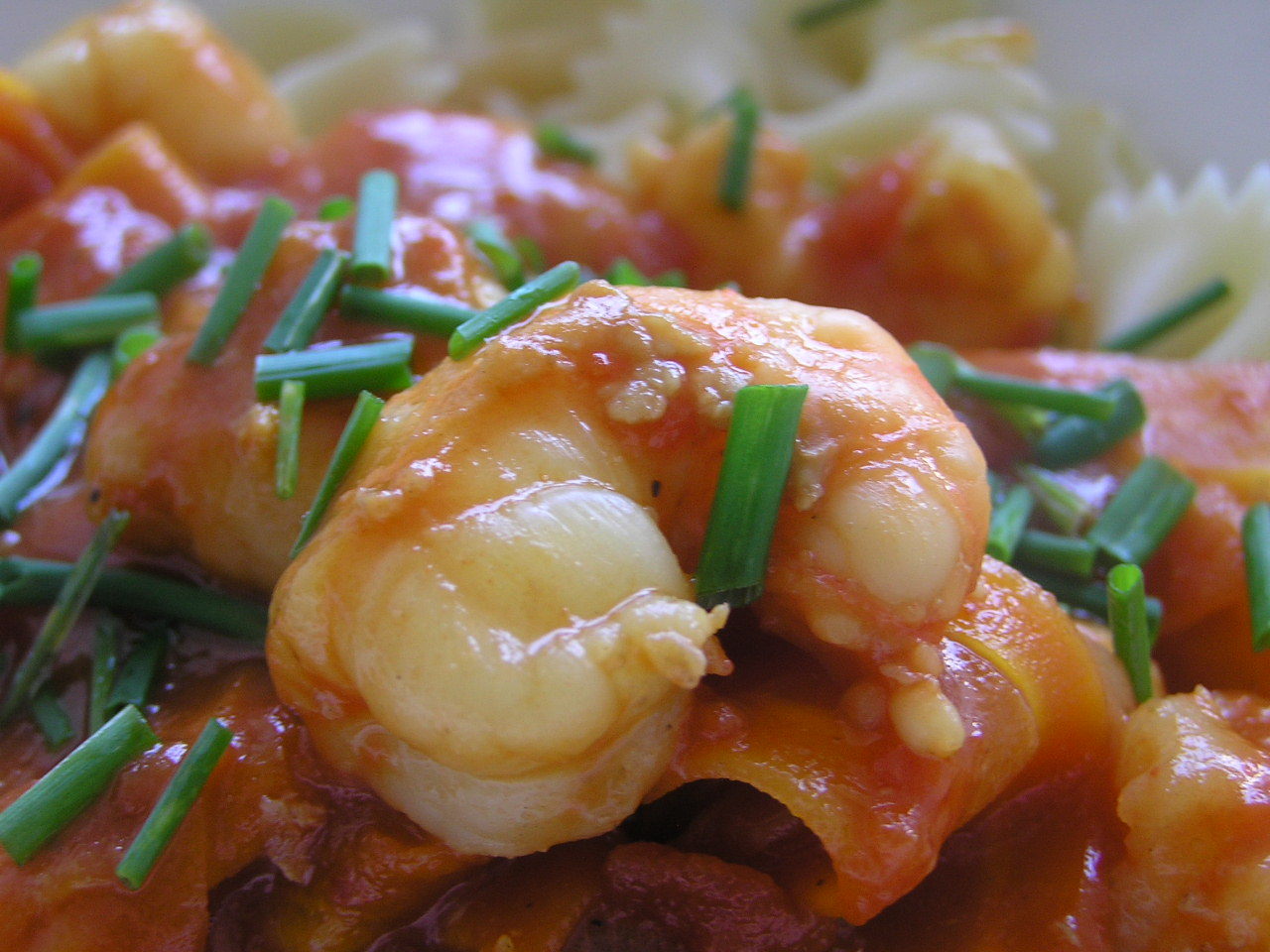
シュリンプ・スキャンピ

シュリンプ・スキャンピ（シュリンプ・スカンピ、Shrimp Scampi）とは、海老を使ったアメリカ料理のひとつ。

## 概要
クルマエビなどの中大型の海老の頭胸部や殻を牛脂・豚脂等で炒めてうま味を出し、ニンニクやバターを加えて尾肉の部分を更に炒めて供する。塩・コショウのほか、好みで赤ワインやバジル、オレガノなどのハーブ、トマトなどを加える。皿に盛る際には主食材として炊いた米や揚げたジャガイモなどを付け合せることもある。
「スキャンピ（スカンピ）」とはイタリア語「スカンポ（Scampo）」の複数形で、元々はヨーロッパ北海周辺に生息するヨーロッパアカザエビのことを指す。これがイギリスではアカザエビ類にパン粉や衣をまぶして炒め揚げした料理を指す名前となり、更にアメリカ合衆国ではザリガニ系統のアカザエビ類ではなく、クルマエビ類やテナガエビ類の総称である「シュリンプ」の範疇のエビをガーリックバターで炒めた料理を指す名前として用いられるようになった。
シュリンプ・スキャンピは、シーフードレストランチェーンレッドロブスターの人気メニューの一つであり、レッドロブスターがシュリンプ・スキャンピの普及に果たした役割は大きい。
ハワイのオアフ島・ノースショアでは、地元で養殖されている淡水産のテナガエビ類を用いたシュリンプ・スキャンピの屋台が、サーファーや一般客に人気を博している。
アメリカ合衆国の一部の地域では、ガーリックバターと刻みトマトで作ったソースをかけた料理をもスキャンピと呼ぶことがある（例：チキン・スキャンピ）。